# Stephanie Grabhorn
Stephanie Grabhorn (* 2. Juli 1968) ist eine deutsche Fachärztin für Psychiatrie und Psychotherapie mit Weiterbildungen zur Ernährungsmedizinerin BfD sowie in der Suchtmedizinischen Grundversorgung. Seit November 2019 ist Grabhorn Chefärztin der Privatklinik Blomenburg, einer vollstationären Akutklinik für Psychiatrie, Psychotherapie und Psychosomatik in Selent bei Kiel.

## Werdegang
Stephanie Grabhorn absolvierte ein Humanmedizinstudium und promovierte mit der Dissertation zum Thema Krankheitsbeschwerdegrad und psychische Abwehrorganisation an der Johann Wolfgang Goethe-Universität Frankfurt. Bis 2008 leitete sie die medizinisch-wissenschaftliche Abteilung der Formmed Healthcare AG und war somit insbesondere im Bereich der Mikronährstoffe, orthomolekulare Medizin und der Auswirkung auf Körper und Psyche tätig. Als Stationsärztin beziehungsweise Fachärztin für Psychiatrie und Psychotherapie war Grabhorn unter anderem in der Privatklinik Dr. Amelung und in den Kliniken des Main-Taunus-Kreises angestellt. Bis zuletzt war sie Oberärztin der Depressionsstation sowie der Suchtstation der Klinik für Psychiatrie und Psychotherapie Friedberg des Gesundheitszentrums Wetterau. Seit November 2019 ist Stephanie Grabhorn Chefärztin der Privatklinik Blomenburg, die sich auf die Behandlung von Stressfolgeerkrankungen wie Depressionen, Burn-out, Angststörungen und posttraumatischen Belastungsstörungen spezialisiert hat.
Für Industrie und Medien war Grabhorn eine langjährige ärztliche Beraterin und referierte zu zahlreichen pharmakologischen und medizinischen Themen unter anderem für verschiedene Fachgesellschaften. Auch in den Medien ist Grabhorn eine vielfach gefragte Interviewpartnerin im Bereich der körperlichen und mentalen Gesundheit. So war sie unter anderem zu Gast bei Focus TV, HR-Fernsehen, HR Radio, SAT.1, MDR und RTL. Neben ihren Büchern publizierte Grabhorn diverse Artikel und Vorträge über Nahrungsmittelallergien, Stoffwechselstörungen, Vitamine, Ernährung in den Wechseljahren sowie mentale und körperliche Gesundheit und Bewegung.

## Mitglied in Fachgesellschaften
- Deutsche Gesellschaft für Psychiatrie und Psychotherapie, Psychosomatik und Nervenheilkunde (DGPPN)
- Verband leitender Krankenhausärztinnen und -ärzte (VLK)

## Veröffentlichungen
- mit Uwe Tippmar, Corinna Matz: Übergewicht ohne Grund? Nahrungsmittelunverträglichkeiten – erkennen Sie Ihre Abnehmblocker – endlich schlank werden. Knaur, München 2005, ISBN 3-426-64197-6.
- mit Michael Holz: Granatapfel – Frucht der Götter. Heilwirkung, Anwendungen, Tipps und Rezepte. Joy-Verlag, Oy-Mittelberg 2007, ISBN 978-3-928554-63-3.